# 圆裂牡丹
圆裂牡丹（学名：Paeonia rotundiloba），一种分布于中国四川及甘肃等地的灌木，属于芍药科芍药属牡丹组革质花盘亚组，被列为中国国家二级重点保护野生植物。
本种原作为四川牡丹（Paeonia decomposita）的一个亚种，称为圆裂四川牡丹。2011年研究人员将其升级为独立种。

## 形态特征
圆裂牡丹具三回复叶，对生，小叶数多19-39，阔卵形至倒卵形，多羽状浅裂，先端急尖，基部楔形至圆钝，羽状网脉；花单生枝顶，淡粉色至粉红色，瓣基部具白色斑块，花瓣两轮约10-11枚，顶端呈不规则波状，中央或具凹缺刻；花盘白色，革质，半包至全包心皮，心皮多3-4枚，罕见5，无毛，柱头反卷，黄色，雄蕊多数，花丝白色，花药黄色；蓇葖果呈黄绿色，或着红色晕，无毛；种子无毛，黑色。